# Сатерн, Артур
Артур Джордж Эрон Са́терн (англ. Arthur George Heron Southern; 26 марта 1883, Соуэрби-Бридж, Уэст-Йоркшир — 5 июня 1940, Дорсет) — британский гимнаст, бронзовый призёр летних Олимпийских игр 1912 года. 